# Gustaf Wickman

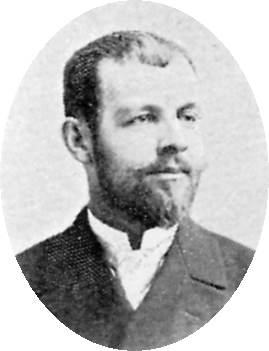
Gustaf Wickman

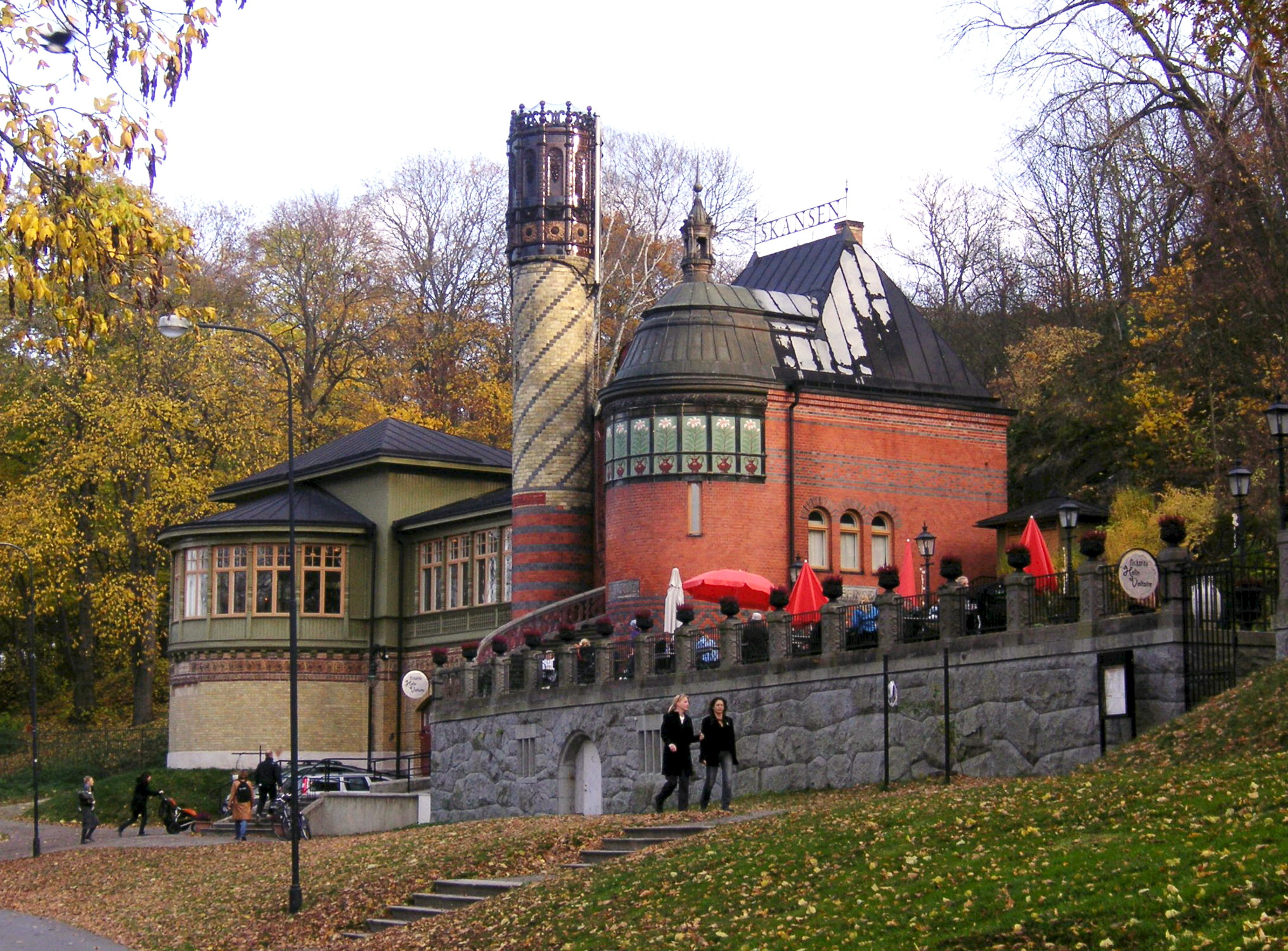
Skånska gruvan auf Skansen

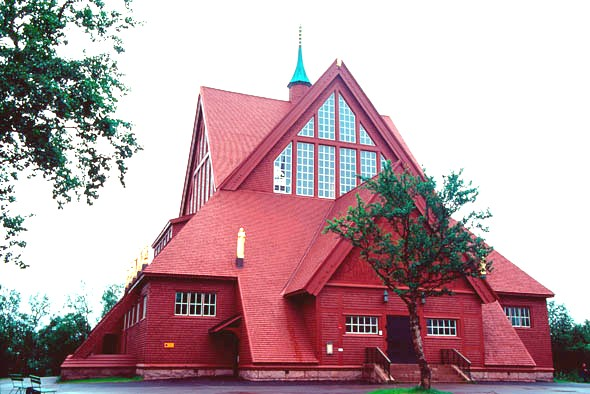
Kirche von Kiruna

Gustaf Wickman (* 8. November 1858 in Göteborg; † 22. August 1916 in Stockholm) war ein schwedischer Architekt.
Nach Studien an der Kunstakademie und Studienreisen durch Frankreich, Deutschland und Italien 1885 und England und die USA 1893 arbeitete Gustaf Wickman in Stockholm als Architekt. Er spezialisierte sich auf Bankgebäude, die er in einem eklektizistischen Stil, der Barock, Jugendstil und moderne amerikanische Architektur vereinte, ausführte. Neben mehreren Banken in Stockholm wie Skånes enskilda bank, Sundsvall enskilda bank, Skövdes enskilda bank war er für den Bau von Banken in Jönköping, Kalmar, Norrköping, Örebro, Skövde, Sundsvall, Uddevalla und anderen Städten verantwortlich.
Im Rahmen der Gründung der Stadt Kiruna im Jahr 1900 wurde Gustaf Wickman mit der Anlage der Stadt beauftragt. Zusammen mit dem Stadtplanungsarchitekten Per Hallman wurde der Grundriss der neuen Stadt festgelegt und Gustaf Wickman begann, Villen, Arbeiterviertel und öffentliche Gebäude wie die Kirche, die Polizeiwache und die Feuerwache, Schulen zu entwerfen und zu bauen. Auf der Stockholmer Industrie- und Kunstausstellung 1897, Stockholmsutställningen 1897 war Wickman der Hauptarchitekt.

## Werke
- Nacka kyrka, Stockholm, 1888–91
- Skånes enskilda bank, Stockholm, 1897–1900
- Sundsvall enskilda bank, Stockholm, 1900–02
- Kirche von Kiruna, 1909–12